# Atletica leggera ai Giochi della XXX Olimpiade - 400 metri ostacoli femminili

Video della Finale

Ai Giochi della XXX Olimpiade, la competizione dei 400 metri ostacoli femminili si è svolta dal 5 all'8 agosto presso lo Stadio Olimpico di Londra.

## Presenze ed assenze delle campionesse in carica
Per i campionati europei si considera l'edizione del 2010.
| Competizione         | Atleta            | Prestazione | Londra 2012 |
| -------------------- | ----------------- | ----------- | ----------- |
| Olimpiadi 2008       | Melaine Walker    | 52”64       | Presente    |
| Commonwealth 2010    | Muizat A. Odumosu | 55”28       | Assente     |
| Europei 2010         | Natal'ja Antjuch  | 52”92       | Presente    |
| Asiatici 2010        | Ashwini Akkunji   | 56”15       | Non qual.   |
| Panamericani 2011    | Princesa Oliveros | 56”26       | Presente    |
| Africani 2011        | Ajoke Odumosu     | 56”26       | Presente    |
| Mondiali 2011        | Lashinda Demus    | 52”47       | Presente    |
|                      |                   |             |             |
| Mondiali junior 2008 | Takecia Jameson   | 56”29       | Assente     |

## La gara
La statunitense Lashinda Demus, con un personale di 52”47 (terza migliore donna di tutti i tempi), non è mai stata campionessa olimpica. Nel 2011 ha vinto il titolo mondiale: a Londra vuole l'oro.
Tutte le migliori passano il primo turno. Le semifinali si disputano con la nuova formula: tre serie con la qualificazione diretta per le prime due, più due ripescaggi. La prima semifinale è vinta dalla russa Natal'ja Antjuch in 53”33 sulla céca Zuzana Hejnová (53”63). Rimarranno i tempi migliori delle tre serie. La Demus vince la seconda semifinale in 54”08, mentre nella terza prevale Ajoke Odumosu con il nuovo record della Nigeria (54”40). La campionessa in carica, Melaine Walker, naufraga in sesta posizione e viene eliminata.
In finale Natal'ja Antjuch comanda fin dalle prime barriere; entra per prima sul rettifilo finale e resiste al rientro della Demus, difendendo un vantaggio che diventa sempre più esiguo. Vince in 52”70 (primato personale), contro il 52”77 della statunitense. Al terzo posto, distaccata di oltre mezzo secondo giunge Zuzana Hejnová (53”38).
Natal'ja Antjuch arriva al successo negli ostacoli dopo essere stata specialista dei 400 metri piani (bronzo ai Giochi di Atene 2004). Prima della finale di Londra, sugli ostacoli aveva un personale di 52"92 stabilito nel 2010.
Il 21 dicembre 2022 il CIO squalifica Natal'ja Antjuch nell'ambito dell'inchiesta sul doping di stato in Russia. La medaglia d'oro va alla seconda classificata Lashinda Demus; Zuzana Hejnová sale al secondo gradino del podio e Kaliese Spencer ottiene la medaglia di bronzo.

## Risultati

### Batterie
Domenica 5 agosto.
Si qualificano per le semifinali le prime 4 classificate di ogni batteria. Vengono ripescati i 4 migliori tempi delle escluse.
1ª batteria
Ore 19:00.
| Pos | Corsia | Atleta                | Paese         | Tempo   | Note |
| --- | ------ | --------------------- | ------------- | ------- | ---- |
| 1   | 2      | Zuzana Hejnová        | Rep. Ceca     | 53"96   | Q    |
| 2   | 4      | T'erea Brown          | Stati Uniti   | 54"72   | Q    |
| 3   | 6      | Eilidh Child          | Gran Bretagna | 56"14   | Q    |
| 4   | 7      | Sarah-Lynn Wells      | Canada        | 56"47   | Q    |
| 5   | 3      | Eglė Staišiūnaitė     | Lituania      | 57"79   |      |
| 6   | 8      | Tatyana Azarova       | Kazakistan    | 58"53   |      |
| 7   | 9      | Maureen Jelagat Maiyo | Kenya         | 1'02"16 |      |
| -   | 5      | Vania Stambolova      | Bulgaria      | dnf     |      |

2ª batteria
Ore 19:08.
| Pos | Corsia | Atleta                | Paese      | Tempo   | Note |
| --- | ------ | --------------------- | ---------- | ------- | ---- |
| 1   | 7      | Natal'ja Antjuch      | Russia     | 53"90   | Q    |
| 2   | 2      | Kaliese Spencer       | Giamaica   | 54"02   | Q    |
| 3   | 8      | Muizat Ajoke Odumosu  | Nigeria    | 54"93   | Q    |
| 4   | 6      | Anna Jesień           | Polonia    | 55"44   | Q    |
| 5   | 1      | Lauren Boden          | Australia  | 56"27   | q    |
| 6   | 9      | Raasin McIntosh       | Liberia    | 57"39   |      |
| 7   | 4      | Natalya Asanova       | Uzbekistan | 58"05   |      |
| 8   | 5      | Noraseela Mohd Khalid | Malaysia   | 1'00"16 |      |
| -   | 3      | Ghofrane Mohamed      | Siria      | dq      |      |

3ª batteria
Ore 19:16.
| Pos | Corsia | Atleta            | Paese       | Tempo | Note |
| --- | ------ | ----------------- | ----------- | ----- | ---- |
| 1   | 2      | Lashinda Demus    | Stati Uniti | 54"60 | Q    |
| 2   | 5      | Hanna Titimets    | Ucraina     | 55"08 | Q    |
| 3   | 4      | Vera Barbosa      | Portogallo  | 55"22 | Q    |
| 4   | 7      | Elena Čurakova    | Russia      | 55"26 | Q    |
| 5   | 6      | Denisa Rosolová   | Rep. Ceca   | 55"42 | q    |
| 6   | 9      | Sara Petersen     | Danimarca   | 56"01 | q    |
| 7   | 3      | Lucy Jaramillo    | Ecuador     | 57"74 |      |
| 8   | 8      | Princesa Oliveros | Colombia    | 58"95 |      |

4ª batteria
Ore 19:24.
| Pos | Corsia | Atleta           | Paese             | Tempo | Note |
| --- | ------ | ---------------- | ----------------- | ----- | ---- |
| 1   | 2      | Georganne Moline | Stati Uniti       | 54"31 | Q    |
| 2   | 6      | Nickiesha Wilson | Giamaica          | 55"53 | Q    |
| 3   | 1      | Irina Davydova   | Russia            | 55"55 | Q    |
| 4   | 5      | Élodie Ouédraogo | Belgio            | 55"89 | Q    |
| 5   | 8      | Angela Morosanu  | Romania           | 56"64 |      |
| 6   | 3      | Sharolyn Scott   | Costa Rica        | 57"03 |      |
| 7   | 7      | Janeil Bellille  | Trinidad e Tobago | 57"27 |      |
| 8   | 9      | Nikolina Horvat  | Croazia           | 58"49 |      |
| -   | 4      | Nagihan Karadere | Turchia           | dq    |      |

5ª batteria
Ore 19:32.
| Pos | Corsia | Atleta                   | Paese         | Tempo | Note                                     |
| --- | ------ | ------------------------ | ------------- | ----- | ---------------------------------------- |
| 1   | 3      | Perri Shakes-Drayton     | Gran Bretagna | 54"62 | Q                                        |
| 2   | 6      | Melaine Walker           | Giamaica      | 54"78 | Q                                        |
| 3   | 4      | Hanna Yaroshchuk         | Ucraina       | 54"81 | Q                                        |
| 4   | 1      | Hayat Lambarki           | Marocco       | 55"58 | Q                                        |
| 5   | 7      | Satomi Kubokura          | Giappone      | 55"85 | q                                        |
| 6   | 5      | Huang Xiaoxiao           | Cina          | 56"29 |                                          |
| 7   | 8      | Déborah Rodríguez        | Uruguay       | 57"04 |                                          |
| 8   | 2      | Jailma de Lima           | Brasile       | 57"05 |                                          |
| 9   | 9      | Christine Sonali Merrill | Sri Lanka     | 57"15 | Miglior prestazione personale stagionale |

### Finale

Video ufficiale della Finale

| Primatista mondiale   | 52"34       | Julija Pečënkina | Rit. 2009 |
| Primatista stagionale | 53"40 (4/7) | Natal'ja Antjuch | Presente  |

1. ↑  Record stabilito nel 2003.
2. ↑  Alla data del 20 luglio 2012.

| Pos.    | Atleta               | Età | Paese       | Tempo | Note                                     |
| ------- | -------------------- | --- | ----------- | ----- | ---------------------------------------- |
| Oro     | Lashinda Demus       | 29  | Stati Uniti | 52"77 | Miglior prestazione personale stagionale |
| Argento | Zuzana Hejnová       | 26  | Rep. Ceca   | 53"38 | Miglior prestazione personale stagionale |
| Bronzo  | Kaliese Spencer      | 25  | Giamaica    | 53"66 | Miglior prestazione personale stagionale |
| 4       | Georganne Moline     | 22  | Stati Uniti | 53"92 | Miglior prestazione personale            |
| 5       | T'erea Brown         | 23  | Stati Uniti | 55"07 |                                          |
| 6       | Denisa Rosolová      | 26  | Rep. Ceca   | 55"27 |                                          |
| 7       | Muizat Ajoke Odumosu | 25  | Nigeria     | 55"31 |                                          |
| dq      | Natal'ja Antjuch     | 31  | Russia      | 52"70 | [ 2 ]                                    |